# Bohumír Šmeral
Bohumír Šmeral (25. října 1880 Třebíč – 8. května 1941 Moskva) byl rakouský a československý politik, novinář, předseda československé sociální demokracie, zakladatel Komunistické strany Československa a teoretik dělnického hnutí.

## Biografie
Pocházel z rodiny učitele třebíčské měšťanské školy Jana Šmerala a jeho manželky Růženy. Absolvoval gymnázium v Třebíči a v letech 1898–1904 vystudoval práva na právnické fakultě Karlo-Ferdinandovy univerzity v Praze, kde byl 27. září 1904 promován doktorem práv. Jeho promotorem byl Bohuslav Rieger.
Politicky aktivní byl již za Rakouska-Uherska. Už od svých studentských let se angažoval v sociálně demokratické straně. Od roku 1908 byl redaktorem Práva lidu. Ve volbách do Říšské rady roku 1911 se stal poslancem Říšské rady (celostátní parlament), kam byl zvolen za okrsek Čechy 12. Ve vídeňském parlamentu setrval do zániku monarchie.
Po odchodu T. G. Masaryka do exilu se angažoval v jeho odbojové organizaci maffii a policejní akci proti ní, známé jako knoflíková aféra.
Byl přesvědčeným marxistou, jeho vize socialistického státu se zakládala na vytvoření parlamentní demokracie v rakouském soustátí (tzv. austromarxismus). Proto až do konce první světové války byl pro zachování Rakouska-Uherska a proti zřízení českého (československého) státu, za což byl kritizován i ve vlastní straně. V září 1918 se stal členem Socialistické rady (společný projekt sociálních demokratů a českých socialistů). Po založení republiky přestal veřejně vystupovat, odmítl účast v Revolučním národním shromáždění i ve vládě.
Jeho vliv na tuzemskou politiku opět zesílil v roce 1920. Na jaře 1920 navštívil sovětské Rusko, kde jednal s V. I. Leninem. Po návratu do vlasti se postavil do čela „marxistické levice“. Šmeralova koncepce předpokládala vytvoření masové marxistické strany s převedením velké části členské základny stávající sociální demokracie. Důraz kladl na osvětu a výchovu dělníků. V době utváření komunistické levice v sociální demokracii byl jeho pozvolný postup kritizován některými radikálnějšími stoupenci revoluční levice. Po jednání kongresu druhé internacionály v červenci 1920 tlak na Šmerala zesílil. Měření sil nakonec nastalo v roce 1920 během prosincové generální stávky. V květnu 1921 se podílel na založení Komunistické strany Československa, na ustavujícím sjezdu se stal hlavním řečníkem a poté vůdčím představitelem.
KSČ za působení Šmerala ve vedení strany nebyla plně nedemokratickou stranou, v organizačních otázkách a metodách politické práce navazoval Šmeral na české a středoevropské (předlitavské) tradice. Bolševizaci započal později Klement Gottwald, který patřil mezi hlavní kritiky Bohumíra Šmerala a v slovníku komunistického mezinárodního hnutí se objevil termín šmeralismus.
V parlamentních volbách v roce 1920 získal poslanecké křeslo v Národním shromáždění za sociální demokracii, později přešel do KSČ. Mandát v parlamentních volbách v roce 1925 obhájil a v parlamentu setrval do konce funkčního období, tedy do roku 1929. Tehdy jeho vliv v KSČ upadal V. sjezd KSČ roku 1929 ho poprvé nezvolil do Ústředního výboru Komunistické strany Československa. Pracoval pak spíše v administrativě mezinárodního komunistického hnutí. Teprve v druhé polovině 30. let začal opět promlouvat i do domácích poměrů. V té době již ale nebyl nositelem vlastní politické koncepce a plně se podřizoval kurzu Gottwaldova vedení.
V parlamentních volbách v roce 1935 získal senátorské křeslo v Národním shromáždění. V senátu setrval do prosince 1938, kdy jeho mandát zanikl v důsledku rozpuštění KSČ. Od druhé poloviny třicátých let přebýval převážně v zahraničí. V listopadu 1938 odjel do Moskvy, kde 8. května 1941 zemřel.
4. prosince 2019 se Šmeralův rodný domek stal Centrem tradiční lidové kultury.
Po druhé světové válce těžila KSČ ze Šmeralovy specifické československé cesty k socialismu, založené na myšlenkách nejen K. Marxe, ale i T. G. Masaryka a dalších.
Dnes je po něm pojmenována knihovna KSČM v Praze, čtvrť města Mostu a několik ulic v českých městech, včetně Šmeralovy ulice na pražské Letné, v níž v čp. 378 žil.

## Knihy a publikace
- Kdo jsou a co chtějí sociální demokraté (1906)
- Materálie k dějinám dělnického hnutí (1906)
- Pravda o sovětském Rusku (1920)
- První cesty do země Leninovy (první vydání 1971)
- Historické práce 1908–1940 (vyd. 1962)
- Výbor z díla 1902–1921 (vyd. 1981)
- Výbor z díla 1922–1939 (vyd. 1981)